# Ферн-Форест
Ферн-Форест (англ. Fern Forest) — статистически обособленная местность, расположенная в округе Гавайи (штат Гавайи, США) с населением в 480 человек по статистическим данным переписи 2000 года.

## География
По данным Бюро переписи населения США статистически обособленная местность Ферн-Форест имеет общую площадь в 32,37 квадратных километров, водных ресурсов в черте населённого пункта не имеется.
Статистически обособленная местность Ферн-Форест расположена на высоте 690 метров над уровнем моря.

## Демография
По данным переписи населения 2000 года в Ферн-Форест проживало 480 человек, 101 семья, насчитывалось 222 домашних хозяйств и 289 жилых домов. Средняя плотность населения составляла около 14,8 человек на один квадратный километр. Расовый состав Ферн-Форест по данным переписи распределился следующим образом: 55,21 % белых, 0,21 % — чёрных или афроамериканцев, 1,04 % — коренных американцев, 7,08 % — азиатов, 6,46 % — выходцев с тихоокеанских островов, 27,71 % — представителей смешанных рас, 2,29 % — других народностей. Испаноговорящие составили 10 % от всех жителей статистически обособленной местности.
Из 222 домашних хозяйств в 22,5 % — воспитывали детей в возрасте до 18 лет, 33,3 % представляли собой совместно проживающие супружеские пары, в 8,6 % семей женщины проживали без мужей, 54,1 % не имели семей. 43,7 % от общего числа семей на момент переписи жили самостоятельно, при этом 6,3 % составили одинокие пожилые люди в возрасте 65 лет и старше. Средний размер домашнего хозяйства составил 2,16 человек, а средний размер семьи — 3,10 человек.
Население статистически обособленной местности по возрастному диапазону по данным переписи 2000 года распределилось следующим образом: 22,5 % — жители младше 18 лет, 4,8 % — между 18 и 24 годами, 32,9 % — от 25 до 44 лет, 30,4 % — от 45 до 64 лет и 9,4 % — в возрасте 65 лет и старше. Средний возраст жителей составил 41 год. На каждые 100 женщин в Ферн-Форест приходилось 116,2 мужчин, при этом на каждые сто женщин 18 лет и старше приходилось 118,8 мужчин также старше 18 лет.
Средний доход на одно домашнее хозяйство в статистически обособленной местности составил 24 519 долларов США, а средний доход на одну семью — 33 125 долларов. При этом мужчины имели средний доход в 40 125 долларов США в год против 28 333 доллара среднегодового дохода у женщин. Доход на душу населения в статистически обособленной местности составил 14 958 долларов в год. 18,3 % от всего числа семей в округе и 25,5 % от всей численности населения находилось на момент переписи населения за чертой бедности, при этом 10,3 % из них были моложе 18 лет и 36,8 % — в возрасте 65 лет и старше.